# Calliergidium plesistramineum
Calliergidium plesistramineum là một loài rêu trong họ Amblystegiaceae. Loài này được Renauld Grout mô tả khoa học đầu tiên năm 1929.